# Saut en hauteur masculin aux championnats du monde d'athlétisme 2011
Navigation
Berlin 2009 Moscou 2013
L'épreuve du saut en hauteur masculin des championnats du monde de 2011 s'est déroulée les 30 août et 1er septembre 2011 dans le stade de Daegu en Corée du Sud. Elle est remportée par l'Américain Jesse Williams (photo).

## Records et performances

### Records
Avant ces championnats de 2011 les records du saut en hauteur hommes (mondial, des championnats et par continent) étaient les suivants :
| Record                    | Athlète          | Pays           | Résultat | Lieu       | Date            |
| ------------------------- | ---------------- | -------------- | -------- | ---------- | --------------- |
| Record du monde           | Javier Sotomayor | Cuba           | 2,45 m   | Salamanque | 27 juillet 1993 |
| Record des championnats   | Javier Sotomayor | Cuba           | 2,40 m   | Stuttgart  | 22 août 1993    |
| Record d'Afrique          | Jacques Freitag  | Afrique du Sud | 2,38 m   | Oudtshoorn | 5 mars 2005     |
| Record d'Asie             | Jianhua Zhu      | Chine          | 2,39 m   | Eberstadt  | 10 juin 1984    |
| Record d'Amérique du Nord | Javier Sotomayor | Cuba           | 2,45 m   | Salamanque | 27 juillet 1993 |
| Record d'Amérique du Sud  | Gilmar Mayo      | Colombie       | 2,33 m   | Pereira    | 17 octobre 1994 |
| Record d'Europe           | Patrik Sjöberg   | Suède          | 2,42 m   | Stockholm  | 30 juin 1987    |
| Record d'Océanie          | Tim Forsyth      | Australie      | 2,36 m   | Melbourne  | 2 mars 1997     |

### Meilleures performances de l'année 2011
Avant ces championnats (au 14 août 2011), les dix athlètes les plus performants de l'année étaient les suivants :
|    | Athlète                 | Pays       | Résultat | Date            |
| -- | ----------------------- | ---------- | -------- | --------------- |
| 1  | Jesse Williams          | États-Unis | 2,37 m   | 26 juin 2011    |
| 2  | Aleksey Dmitrik         | Russie     | 2,36 m   | 23 juillet 2011 |
| 3  | Aleksandr Shustov       | Russie     | 2,36 m   | 23 juillet 2011 |
| 4  | Andrey Silnov           | Russie     | 2,36 m   | 6 août 2011     |
| 5  | Dmytro Dem'yanyuk       | Ukraine    | 2,35 m   | 18 juin 2011    |
| 6  | Mutaz Essa Barshim      | Qatar      | 2,35 m   | 9 juillet 2011  |
| 7  | Ivan Ukhov              | Russie     | 2,34 m   | 23 juillet 2011 |
| 8  | Kyriakos Ioannou        | Chypre     | 2,33 m   | 6 mai 2011      |
| 9  | Raul Spank              | Allemagne  | 2,32 m   | 31 mai 2011     |
| 10 | Dimítrios Chondrokoúkis | Grèce      | 2,32 m   | 18 juin 2011    |

## Engagés
Pour se qualifier, il faut avoir réalisé au moins 2,31 m (minimum A) ou 2,28 m (minimum B), du 1er janvier 2010 au 15 août 2011.

## Médaillés
| Or             | Argent          | Bronze       |
| Jesse Williams | Aleksey Dmitrik | Trevor Barry |

## Résultats

### Finale
| Rang               | Athlète                 | Pays         | Essais | Essais | Essais | Essais | Essais | Essais | Marque | Notes |
| Rang               | Athlète                 | Pays         | 2,20 m | 2,25 m | 2,29 m | 2,32 m | 2,35 m | 2,37 m | Marque | Notes |
| ------------------ | ----------------------- | ------------ | ------ | ------ | ------ | ------ | ------ | ------ | ------ | ----- |
| Médaille d'or      | Jesse Williams          | États-Unis   | o      | o      | o      | o      | o      | xxx    | 2,35 m |       |
| Médaille d'argent  | Aleksey Dmitrik         | Russie       | o      | o      | xo     | xo     | xo     | xxx    | 2,35 m |       |
| Médaille de bronze | Trevor Barry            | Bahamas      | o      | o      | -      | o      | xxx    |        | 2,32 m | PB    |
| 4                  | Jaroslav Bába           | Tchéquie     | o      | o      | xxo    | o      | xxx    |        | 2,32 m |       |
| 5                  | Dimítrios Chondrokoúkis | Grèce        | o      | o      | o      | xxo    | xxx    |        | 2,32 m | PB    |
| 5                  | Ivan Ukhov              | Russie       | o      | o      | o      | xxo    | xxx    |        | 2,32 m |       |
| 7                  | Mutaz Essa Barshim      | Qatar        | o      | xo     | xo     | xxo    | xxx    |        | 2,32 m |       |
| 8                  | Aleksandr Shustov       | Russie       | o      | xo     | o      | xxx    |        |        | 2,29 m |       |
| 9                  | Raul Spank              | Allemagne    | o      | o      | xo     | xxx    |        |        | 2,29 m |       |
| 10                 | Zhang Guowei            | Chine        | xo     | o      | xxx    |        |        |        | 2,25 m |       |
| 11                 | Donald Thomas           | Bahamas      | o      | xxx    |        |        |        |        | 2,20 m |       |
| 12                 | Darvin Edwards          | Sainte-Lucie | xo     | xxx    |        |        |        |        | 2,20 m |       |
| 12                 | Dmytro Dem'yanyuk       | Ukraine      | xo     | xxx    |        |        |        |        | 2,20 m |       |

### Qualifications
Qualification : 2,31 m (Q) ou les 12 meilleurs sauts (q).
| Rang | Athlète              | Pays         | Hauteur         | Par hauteur | Par hauteur | Par hauteur | Par hauteur | Par hauteur | Par hauteur |
|      |                      |              |                 | 2,16 m      | 2,21 m      | 2,25 m      | 2,28 m      | 2,31 m      |             |
| ---- | -------------------- | ------------ | --------------- | ----------- | ----------- | ----------- | ----------- | ----------- | ----------- |
| 1    | Darvin Edwards       | Sainte-Lucie | 2,31 m (Q) (NR) | o           | o           | xo          | o           | o           |             |
| 2    | Jesse Williams       | États-Unis   | 2,31 m (Q)      | -           | o           | o           | o           | xo          |             |
| 3    | Donald Thomas        | Bahamas      | 2,31 m (Q)      | xo          | o           | xxo         | o           | xo          |             |
| 4    | Jaroslav Bába        | Tchéquie     | 2,31 m (Q)      | -           | o           | o           | o           | xxo         |             |
| 5    | Dmytro Dem'yanyuk    | Ukraine      | 2,31 m (Q)      | o           | xo          | o           | xo          | xxo         |             |
| 6    | Aleksey Dmitrik      | Russie       | 2,28 m (q)      | o           | o           | o           | o           | xxx         |             |
| 7    | Erik Kynard          | États-Unis   | 2,28 m          | o           | o           | xo          | o           | xxx         |             |
| 8    | Eike Onnen           | Allemagne    | 2,28 m          | o           | o           | xo          | xo          | xxx         |             |
| 9    | Konstadínos Baniótis | Grèce        | 2,28 m          | o           | xo          | o           | xo          | xxx         |             |
| 10   | Bohdan Bondarenko    | Ukraine      | 2,28 m          | o           | o           | xo          | xo          | xxx         |             |
| 11   | Tom Parsons          | Royaume-Uni  | 2,25 m          | o           | xo          | xo          | xxx         |             |             |
| 12   | Raivydas Stanys      | Lituanie     | 2,25 m          | o           | o           | xxo         | xxx         |             |             |
| 13   | Rožle Prezelj        | Slovénie     | 2,25 m          | o           | xo          | xxo         | xxx         |             |             |
| 14   | Majed Aldin Ghazal   | Syrie        | 2,21 m          | o           | o           | xxx         |             |             |             |
| 15   | Edgar Rivera         | Mexique      | 2,21 m          | o           | xo          | xxx         |             |             |             |
| 16   | Víctor Moya          | Cuba         | 2,21 m          | o           | xxo         | xxx         |             |             |             |
|      | Yun Ye-hwan          | Corée du Sud | NM              | xxx         |             |             |             |             |             |

| Rang | Athlète                | Pays        | Hauteur         | Par hauteur | Par hauteur | Par hauteur | Par hauteur | Par hauteur | Par hauteur |
|      |                        |             |                 | 2,16 m      | 2,21 m      | 2,25 m      | 2,28 m      | 2,31 m      |             |
| ---- | ---------------------- | ----------- | --------------- | ----------- | ----------- | ----------- | ----------- | ----------- | ----------- |
| 1    | Dimítrios Hondrokoúkis | Grèce       | 2,31 m (Q)      | o           | o           | o           | o           | o           |             |
| 2    | Mutaz Essa Barshim     | Qatar       | 2,31 m (Q)      | o           | o           | o           | xo          | o           |             |
| 3    | Ivan Ukhov             | Russie      | 2,31 m (Q)      | o           | o           | xo          | xo          | o           |             |
| 4    | Aleksandr Shustov      | Russie      | 2,31 m (Q)      | o           | o           | xo          | o           | xo          |             |
| 5    | Zhang Guowei           | Chine       | 2,31 m (Q) (PB) | o           | o           | o           | xo          | xxo         |             |
| 6    | Trevor Barry           | Bahamas     | 2,28 m (q)      | o           | o           | o           | o           | xxx         |             |
| 7    | Raúl Spank             | Allemagne   | 2,28 m (q)      | -           | o           | o           | o           | xxx         |             |
| 8    | Viktor Ninov           | Bulgarie    | 2,28 m          | o           | xo          | xo          | xo          | xxx         |             |
| 9    | Silvano Chesani        | Italie      | 2,25 m          | xo          | xxo         | xxo         | xxx         |             |             |
| 10   | Diego Ferrín           | Équateur    | 2,21 m          | o           | o           | xxx         |             |             |             |
| 11   | Kabelo Kgosiemang      | Botswana    | 2,21 m          | xxo         | o           | xxx         |             |             |             |
| 12   | Andriy Protsenko       | Ukraine     | 2,21 m          | xo          | xo          | xxx         |             |             |             |
| 13   | Martyn Bernard         | Royaume-Uni | 2,21 m          | xxo         | xxo         | xxx         |             |             |             |
| 14   | Dusty Jonas            | États-Unis  | 2,16 m          | o           | xxx         |             |             |             |             |
| 15   | Osku Torro             | Finlande    | 2,16 m          | xxo         | xxx         |             |             |             |             |
| 16   | Dmitry Kroyter         | Israël      | 2,16 m          | xxo         | xxx         |             |             |             |             |
|      | Kyriákos Ioánnou       | Chypre      | DNS             |             |             |             |             |             |             |

## Légende
Records et Performances
- AR : Record continental (area record)
- CR : Record des championnats (championship record)
- MR : Record du meeting (meet record)
- NR : Record national (national record)
- OR : Record olympique (olympic record)
- PR : Record paralympique (paralympic record)
- PB : Record personnel (personal best)
- SB : Meilleure performance personnelle de la saison (season's best)
- WL : Meilleure performance mondiale de l'année (world leader)
- WJR : Record du monde junior (world junior record)
- WR : Record du monde (world record)

Circonstances et Conditions
- DNF : N'a pas terminé (did not finish)
- DNS : N'a pas pris le départ (did not start)
- DQ : Disqualification (disqualification)
- NM : Aucun essai valable enregistré (No Mark)
- Q : Qualifié « directement » au prochain tour (ou à la prochaine compétition), lors d'une compétition majeure, grâce au classement ou à la réalisation des minima (automatic qualifier)
- q : Qualifié au prochain tour (ou à la prochaine compétition), lors d'une compétition majeure, grâce au repêchage ou à la réalisation de l'une des meilleures performances parmi celles des « non qualifiés directement » (grâce au meilleur temps ou à la meilleure distance par exemple) (secondary qualifier)